# Galerie Slováckého muzea
Galerie Slováckého muzea je galerie v Uherském Hradišti. Je součástí Slováckého muzea. Od roku 1962 sídlí v Otakarově ulici v budově bývalé vojenské zbrojnice z 18. století, která po zrušení uherskohradišťské pevnosti sloužila také jako pošta a skladiště. Budova galerie je od roku 1968 nemovitou kulturní památkou.

## Počátky sbírky umění ve Slováckém muzeu
Základy umělecké sbírky Slováckého muzea byly položeny brzy po zahájení jeho činnosti. První přírůstky byly odrazem velkého vlasteneckého nadšení těch, kteří se rozhodli svým darem podpořit nově vznikající, zatím velmi skromné centrum pro uchování kulturního bohatství oblasti jihovýchodní Moravy – Slovácka. Přestože poměrně široká část těchto aktivit byla orientována převážně na národopis, nemohlo být výtvarné umění vyčleněno z tohoto procesu, kterému byli bezprostředně účastni jak sběratelé, tak i sami umělci (např. Joža Uprka). Nebylo tedy náhodou, že už v první muzejní expozici v roce 1914 se dostalo poměrně velkého prostoru výtvarnému umění. Všechny tyto souvislosti pak sehrály svou roli v dalším rozšiřování umělecké sbírky. Dokonce i v mezidobí let 1918-1931, kdy muzeum po vyklizení výstavních prostorů v jezuitském klášteru setrvávalo ve velmi provizorních podmínkách, zájem o výtvarné umění byl prostřednictvím mnoha nadšenců stále udržován různými způsoby (např. přednášky, výstavy, založení Klubu přátel umění v roce 1920).

### Péče o umělecký fond
V další vývojové etapě Slováckého muzea od roku 1931 se umělecký fond stal jeho trvalou součástí. Prvními kustody byli jmenováni pro tuto část nazvanou „moderní umělecká galerie“ malíři Ruda Kubíček a Jiří Heřman, v jejichž snahách bylo nejen rozšiřování sbírky o nová díla, ale také evidenční práce, restaurování, výstavy apod. Jejich zásluhou byla také dána větší možnost prezentaci tvorby místních umělců, kteří v mnoha případech věnovali muzeu své dílo. Záslužné pozornosti se dostalo i začínajícím výtvarníkům (Jaroslav Melichárek, Vladislav Vaculka), kteří si své rané tvůrčí pokusy mohli ověřovat na prvních veřejných vystoupeních – autorských výstavách.

### Významnost průkopníků
Sympatické pracovní nadšení se z dnešního pohledu může mnohdy jevit jako poněkud amatérský pokus o muzejní práci, ale z těchto podmínek vyrostl solidní základ, z něhož čerpáme dosud. Mnoho raných prací tehdejších umělců by se ztratilo v čase, kdyby nebyly udržovány pravidelné kontakty podmiňované v mnoha případech i osobním přátelstvím. To také nepochybně sehrálo svou roli i v případech četných darů od místních soukromých majitelů. Jejich podpora se však projevovala i jinými způsoby, např. zapůjčováním výtvarných děl na výstavy, a vzhledem k omezeným finančním možnostem muzea také občasným finančním příspěvkem na nákup nových sbírek.

### Výstava Slovácka 1937
Ke zvýšení prestiže výtvarného oboru ve Slováckém muzeu přispěla i velká Výstava Slovácka 1937, kde ve vyčleněné obrazárně byla ve dvou částech představena celoživotní tvorba Joži Uprky. Třicátá léta 20. století přinesla mnoho pozitivního. I když stále ještě přetrvávaly tendence z minulosti, kdy se výtvarná díla s národopisnou tematikou používala také jako doplňující materiál pro výstavy jiných oborů, dá se už v této době mluvit o dosti uznávané pozici výtvarného oboru muzea.

## Vlastní budova pro galerii
V roce 1940 byla poprvé vyslovena myšlenka, aby se muzeum ucházelo o budovu bývalé vojenské zbrojnice, která byla v té době v majetku města. V prvotních záměrech se uvažovalo, že po přiměřené opravě by zde mohly být prostory pro obory umění, historie a archeologie. Tento nápad bohužel zapadl ve starostech, které s sebou přinášela právě probíhající druhá světová válka. Po jejím skončení se kustodové věnovali ošetřování sbírkových předmětů, ale zároveň s obdivuhodnou aktivitou pokračovali v předešlé činnosti výstavní, přednáškové, badatelské, včetně navazování nových kontaktů (např. s Národní galerií v Praze).

### Zásluhy Viléma Jůzy
Přirozený vývoj směřující k profesionálnímu stylu muzejní práce se nevyhnul ani oboru umění. V roce 1955 nastoupil do Slováckého muzea historik umění PhDr. Vilém Jůza a vytvořil novou koncepci pro práci s uměleckým fondem. S ním přišla zcela nová etapa, v níž vědecké poznatky přinesly zásadní změny. V první fázi se dosavadním uměleckým sbírkám dostalo nového rozčlenění na část starší tvorby do 19. století a samostatný oddíl umění 20. století. Tím byla zavedena přehledná orientace ve struktuře sbírky a jejích mezerách, které bylo nutno postupně doplňovat. Současně se v této době pozvedla úroveň realizovaných výstav, jejichž sled byl výsledkem časově širšího plánování. Nejvýznamnějším počinem dr. Jůzy bylo získání budovy bývalé vojenské zbrojnice v Otakarově ulici č. 103, z níž chtěl vybudovat samostatnou galerii výtvarného umění.

### Historie objektu
V roce 1958 byl zpracován projekt na poměrně rozsáhlou rekonstrukci, který řešil radikální přeměnu značně zchátralého barokního objektu. Za dobu své existence prošla tato budova řadou zásahů, které ji většinou dosti nešetrně přizpůsobovaly různým užitným účelům. Už na samém počátku, mezi rokem 1721 (kdy byl položen základní kámen a zpracovány první plány na výstavbu zbrojnice - Leandro Anquisola a Jacob Albl) a rokem dokončení 1723 došlo k mnoha změnám oproti původním nákresům. V konečném výsledku vznikla mohutná stavba, která se v půdorysné dispozici dvou pravoúhle sevřených křídel spolu s poměrně prostorným nádvořím stala jednou z výrazných dominant městské aglomerace. Novodobým zhodnocením této historické památky byl záslužně zachován jeden z architektonických dokladů minulosti a také byl vytvořen zcela nový prostor pro jeden z vědních oborů Slováckého muzea.

### Činnost galerie v nové budově
21. říjen 1962, kdy byla budova bývalé zbrojnice poprvé představena veřejnosti jako nová galerie, lze považovat za jeden z těch významných okamžiků, které výrazně ovlivnily další vývoj muzea a zvláště pak samotné disciplíny dějin umění. 60. léta by se dala charakterizovat jako neobyčejně plodná v celém rozsahu činnosti galerie. Výsledky, kterých bylo dosaženo (aktivity sbírkotvorné, výstavní, přednáškové, výzkumné), položily pro budoucnost tak silný základ, že z této podstaty mohlo být čerpáno i v existenčně kritických 70. letech. V období svého bouřlivého vývoje doznala umělecká sbírka značného rozšíření, a to nejen kvantitativního, ale hlavně kvalitativního. V systematickém postupu byly získávány artefakty, které jednak doplňovaly stávající vývojovou řadu, jednak ale zcela nově vytvářely další okruhy moderního umění 20. století. To se týká zejména kolekce kreseb a grafiky, která v širokém záběru mapuje nejen umění regionální, ale také bohatý záběr další české tvorby. V různých počtech se do této sbírky podařilo získat práce Josefa Čapka, Václava Špály, Jana Zrzavého, J. Kremličky, J. Rambouska, Jana Trampoty, Ludmily Jiřincové, Ferdiše Duši a desítek dalších autorů, což z dnešního pohledu činí z tohoto fondu poměrně bohatý uměleckohistorický archiv.

## Útlum v době normalizace a opětovné oživení
Po letech výrazného vzestupu se Galerie Slováckého muzea vlivem mnoha okolností a převážně v důsledku politicko-společenského vývoje dostala do útlumu, v němž určitou setrvačností přežívala. Byly chvíle, kdy bojovala o vlastní existenci, neboť se vyskytovaly i občasné úvahy o jejím zrušení. Na přelomu 70. a 80. let si budova opět žádala novou rekonstrukci, ovšem snahy muzea se nesetkaly s potřebnou odezvou a podporou. Bylo sice provedeno odvlhčení zdiva, které řešilo poměrně zásadní problém celého objektu, ale k důkladné rekonstrukci došlo až na počátku roku 1990. Proběhly nejen základní stavební práce, ale výraznou změnu prodělaly i veškeré interiéry, které byly vybaveny novým osvětlením a výstavním mobiliářem. 26. června 1992 se mohli první návštěvníci přesvědčit, že rekonstrukce celé budově velmi prospěla.

### Změny a rozšíření z 90. let
Do prezentačního programu byly zahrnuty výstavy českých, moravských, ale také zahraničních umělců. V renovovaném přízemí vznikl další výstavní sál, v němž byla instalována stálá expozice. Pod názvem Umění jihovýchodní Moravy byla soustředěna kolekce prací významných osobností regionu a Uherskohradišťska, časově obsahující záběr od konce 19. století až po třetí čtvrtinu 20. století. V roce 1995 se podařilo rekonstruovat bývalý půdní prostor nad pravým křídlem budovy a k jeho využití byla zvolena expoziční kolekce. Dalším obohacením se staly i doplňkové kulturní akce - koncerty, divadelní představení a žánrově různorodá vystoupení. Galerie Slováckého muzea opět ožila a stala se zajímavým kulturním centrem s bohatou nabídkou pro široké spektrum návštěvníků. Tato etapa však trvala pouhých pět let.

#### Povodeň 1997
Červencová povodeň roku 1997 se na budově podepsala zvlášť citelným způsobem. Nová rekonstrukce si vyžádala náklady více než sedm milionů korun, na jejichž uhrazení se podílely nejen státní dotace, ale také nemalé dary od mnoha institucí i soukromých osob. Aby galerie mohla dále sloužit svému účelu, bylo nutno použít několika speciálních technologií. Opravená budova byla slavnostně otevřena 5. listopadu 1998.

## Současná podoba

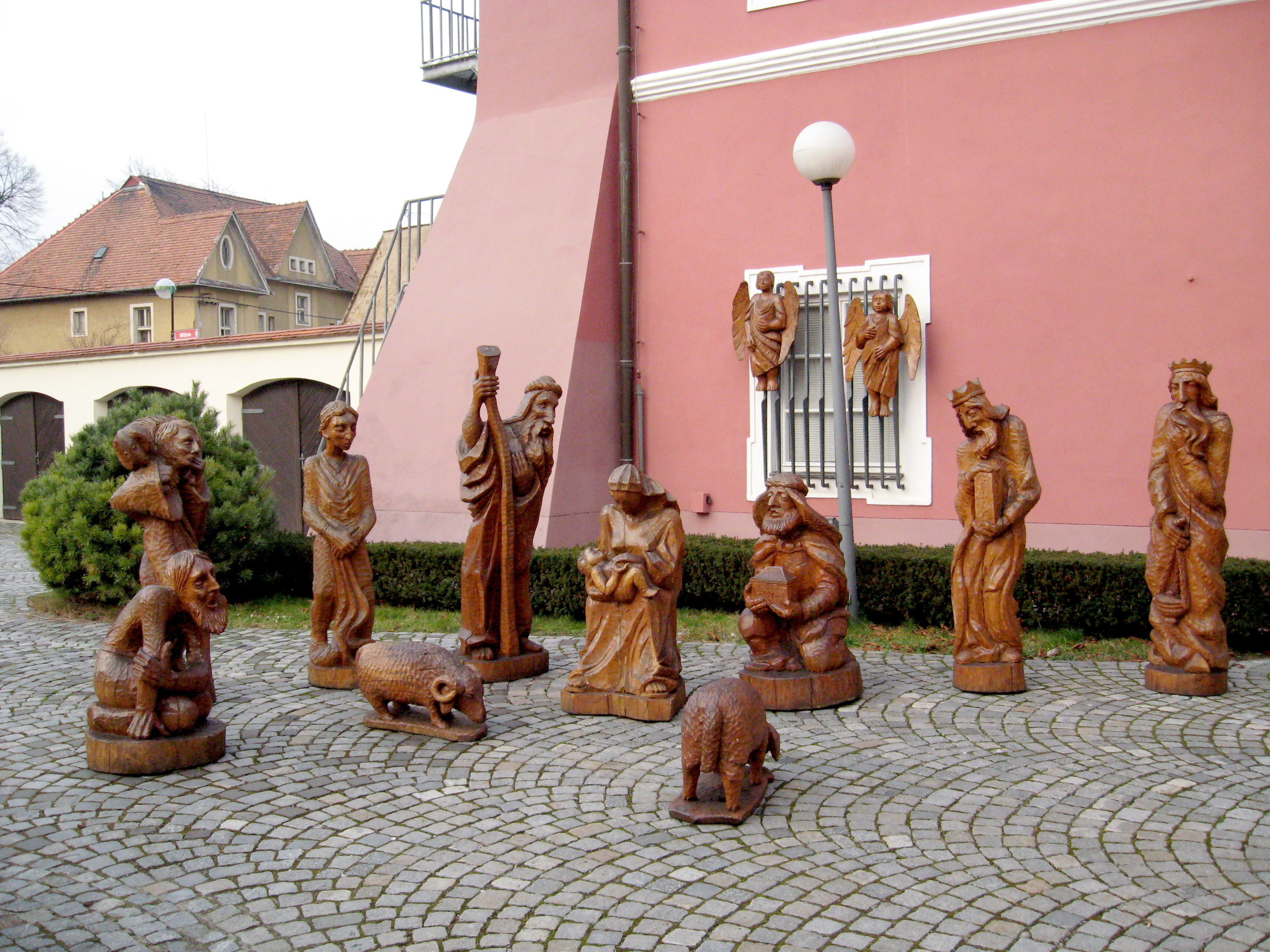
Výstava betlémů v Galerii Slováckého muzea, 2008.

Vědní obor dějiny umění, který se ve svém počátku nesměle profiloval vedle dominantních disciplín Slováckého muzea (národopis, archeologie), si v poměrně dlouhém vývoji vydobyl opodstatněnou svéprávnost a svými výsledky potvrzenou životaschopnost. Umělecká sbírka se za 85 let své existence rozrostla do bohatého konvolutu přesahujícího 7 tisíc sbírkových předmětů. Za podobu, kterou dnes má, vděčí už třem generacím kustodů, jejichž možnosti, znalosti a osobní zaujetí zformovaly tento soubor výtvarných děl do dnešní podoby. Základní část fondu je pochopitelně zaměřena na oblast jihovýchodní Moravy a v nepřetržité vývojové posloupnosti mapuje umělecké aktivity od konce 19. století až do současnosti. Různými cestami se sem však dostal i materiál, který je časově mnohem starší (od 17. století) a nebo svou proveniencí patří do mnoha evropských zemí. Historicky nejvzácnější předměty pamatují dávné doby královského města Uherského Hradiště a v době svého vzniku patřily k výzdobě místních kostelů, městské radnice či sídel okolních šlechtických rodů. V novodobých přírůstcích najdeme početné kolekce pocházející ze sbírek významných sběratelů či umělců. Ke zcela současné zajímavosti patří i nově založená sbírka medailí a drobné plastiky, která je spojena s několika ročníky uherskohradišťského sympozia. Autory několika desítek prací jsou nejen čeští umělci, ale také tvůrci ze zahraničí.

### Přístupnost
Galerie je otevřena celoročně, od úterý do neděle (9-12 a 12.30-17).